# Valea lui Cati, Cluj
Valea lui Cati (în maghiară Sárospatak, alternativ Katipataka, în trad. "Pârâul Tinos", respectiv "Pârâul lui Cati") este un sat în comuna Ceanu Mare din județul Cluj, Transilvania, România.